# Parapenaeus ruberoculatus
Parapenaeus ruberoculatus är en kräftdjursart som beskrevs av Hall 1962. Parapenaeus ruberoculatus ingår i släktet Parapenaeus och familjen Penaeidae. Inga underarter finns listade i Catalogue of Life.